# Sextil Puşcariu
Sextil Puşcariu / Sextil Iosif Puşcariu (4 de janeiro de 1877, Braşov, Transilvania, Áustria-Hungria - 5 de maio de 1948, Bran, Transilvania, Roménia) foi um filólogo, linguista, lexicógrafo, historiador literário, educador, crítico de música e teatro, jornalista roméno, professor na universidades de Cernăuţi e de Cluj, membro de Academia Romena. 

## Estudos
Sextil Iosif Puşcariu foi educado no ginásio e as escolas alemã e romena alto de Braşov, depois que ele deixou para a Alemanha, em Leipzig, para estudos de pós-graduação (1895-1899), então Paris, França (1899 - 1901) e na Áustria, em Viena (1902-1904). Tornou-se Doutor em Filosofia pela Universidade de Leipzig, em 1899, respectivamente docente privado na filologia romeno na Universidade de Viena (1904-1906).

## Obras selectivas
- Etymologisches Wörterbuch der rumänischen Sprache. I. Lateinisches Element mit Berücksichtigung aller romanischen Sprachen, Heidelberg, 1905.
- Studii istroromâne, vol. I-III, Bucureşti, 1906-1929.
- Zur Rekonstruktion des Urrumänischen, Halle, 1910.
- Dicţionarul limbii române (literele A-C, F-L, până la cuvântul lojniţă), Bucureşti, 1913-1948 (coordonare).
- Istoria literaturii române. Epoca veche, Sibiu, 1921, ed. a II-a, 1930, ed. a III-a, 1936; reeditată în 1987.
- La letteratura romena, Istituto per l'Europa orientale, Roma, 1923;
- Études de linguistique roumaine, Cluj-Bucarest, 1937;
- Limba română, vol. I, Privire generală, Bucureşti, 1940; reeditată în 1976; vol. II, Rostirea, 1959; reeditată în 1994;
- Călare pe două veacuri, Bucureşti, Editura pentru literatură, 1968.
- Cercetări şi studii, Bucureşti, 1974.
- Braşovul de altădată, Cluj, 1977.
- Memorii, Bucureşti, 1978.
- Spiţa unui neam din Ardeal, Cluj, 1998.

## Filiações
- Desde 1905, Sextil Puşcariu foi membro corespondente da Academia Romena e em 1914 foi membro titular desta academia.